# Mladen Kruljac
General pukovnik Mladen Kruljac (Slavonski Brod, 13. srpnja 1967.), hrvatski general, bivši zapovjednik Hrvatske kopnene vojske.
Dužnost zapovjednika HKoV-a obnašao je od 19. ožujka 2007., a prije toga četiri je godine obnašao dužnost zamjenika zapovjednika. 10. srpnja 2011. godine smjenjen je nakon što je po nalogu USKOK-a uhićen zbog sumnje da je bio uključen u malverzacije sa zemljištima na području Slavonskog Broda.